# Niaboma
Niaboma là một chi bướm đêm thuộc họ Noctuidae.